# Frankfort (Kentucky)
Frankfort es la ciudad capital del estado estadounidense de Kentucky. Ubicada en el condado de Franklin, en el Censo de 2010 tenía una población de 25 527 habitantes y una densidad poblacional de 674,24 personas por km².

## Geografía
Frankfort se encuentra ubicada en las coordenadas 38°11′34″N 84°51′59″O / 38.19278, -84.86639. Según la Oficina del Censo de los Estados Unidos, Frankfort tiene una superficie total de 37.86 km², de la cual 37.08 km² corresponden a tierra firme y 0.78 km² (2.06 %) es agua.

## Demografía
Según el censo de 2010, había 25 527 personas residiendo en Frankfort. La densidad de población era de 674,24 hab./km². De los 25 527 habitantes, Frankfort estaba compuesto por el 77.07 % blancos, el 16.47 % eran afroamericanos, el 0.28 % eran amerindios, el 1.42 % eran asiáticos, el 0.02 % eran isleños del Pacífico, el 1.79 % eran de otras razas y el 2.94 % pertenecían a dos o más razas. Del total de la población el 3.76 % eran hispanos o latinos de cualquier raza.

## Honores
La calle «Mero» ostenta dicho nombre en honor a Esteban Rodríguez Miró, el sexto gobernador de Luisiana.  Kentucky fue parte de la Luisiana Francesa, pero nunca fue parte de la Luisiana de la Nueva España que gobernó Miró; el honor, en cambio, se debe a que la calle fue nombrada por James Wilkinson, general de los Estados Unidos y espía español contratado por Miró.